# Xenoclystia unijuga
Xenoclystia unijuga är en fjärilsart som beskrevs av Louis Beethoven Prout 1926. Xenoclystia unijuga ingår i släktet Xenoclystia och familjen mätare. Inga underarter finns listade i Catalogue of Life.